# 齊豫
齊豫（英語：Chyi Yu，1957年10月17日—），台灣女歌手，1980年代最为活跃的歌手之一，因其獨特的唱腔和出色的唱功，被誉为“天籟之音”。代表作有〈橄欖樹〉、〈夢田〉等歌曲。曾於1998年以專輯《駱駝·飛鳥·魚》榮獲第9屆流行音樂金曲獎最佳國語女演唱人獎，也是弟弟齐秦和周华健加入乐坛的引路人。近年專注於修習佛法，並投入佛教音樂領域，於2021年榮獲第32屆傳統藝術金曲獎最佳宗教音樂專輯。

## 早年
齊豫出生於臺中市，祖籍山東，籍貫黑龍江省牡丹江市東寧縣，有满族血統，其父親為國大代表齊濟，弟弟齊秦同樣是歌手，尚有一名哥哥齊魯。齊豫擁有國立臺灣大學考古人類學系學士、加州大學洛杉磯分校人類學碩士學位。

## 音樂生涯

### 1970~1980年代
1978年，以一曲《DIAMONDS & RUST》榮獲第二屆金韻獎冠軍、第一屆民謠風冠軍，首支單曲《鄉間的小路》收錄於《民謠風》第一輯。
1979年，《春天的故事》收錄於金韻獎合辑。首張個人專輯《橄欖樹》發行。演唱电影《歡颜》主题曲〈歡颜〉，該曲並榮獲金馬獎最佳電影插曲。
1982年，專輯《祝福》發行。 此專輯是赴美讀碩士前就已錄製完成，採人聲與樂隊同步收音錄製。
1983年， 《你是我所有的回憶》專輯發行，演唱《今年湖畔會很冷》電影同名主题曲，專輯併獲得唱片獎。《有一個人》專輯發行，榮獲83年金鼎獎推薦唱片大獎。
1985年與三毛、王新蓮制作《回聲》專輯，並與潘越雲共同担任演唱，此張專輯旋即造成國內、海外經典話题，此一合作使“齊豫&三毛”印象連結更為深刻，“齊豫”二字亦是三毛書中最多次提起的歌手，此一絕妙组合随著三毛别世，《回聲》專輯已成經典絕響。 與臺、港、新、馬等六十餘位歌手共同錄製〈明天會更好〉。
1986年， 制作张國榮國語專輯《英雄本色當年情》。
1987年， 赴新加坡制作並演唱個人第一張英文專輯《STORIES》，在臺發行一個月内即销售16萬張，造成轟動。 《STORIES》發行一周即蟬聯香港英文排行榜冠軍。 演唱〈讓他自由〉，收錄在《快樂天堂》專輯中。
1988年，发行第二张英文专辑《WHOEVER FINDS THIS，I　LOVE YOU》。 第一、二张英文专辑分别在台、港、星马当期销售达14白金，创下迄今中文歌手出版英文专辑销售最高纪录。 远赴泰北边区录制电视专辑“人间低语”。 演唱电影《怨女》主题曲。 演唱〈窗外有蓝天〉，为心脏病幼童筹募基金。第三张英文专辑《PARADISE BIRD》与国语专辑《有没有这种说法》同时发行。
1988年11月25-27日齊豫和齊秦原將在中華體育館舉辦三場《天使與狼》演唱會，因發生火災，改成一場三萬人戶外演唱會。

### 1990年代
1990年， 赴美录制第四张英文专辑。演唱电影《衣锦还乡》主题曲《船歌》。《船歌》获香港电影金像奖提名入围。 英文专辑《WHERE HAVE ALL THE FLOWER GONE》发行。
1992年，演唱唯一的台語歌曲《听歌的人》，收录在《滚石第一流台湾歌十二王牌大车拼》专辑中。
1993年， 齐豫赴莫斯科录制英文专辑《藏爱的女人》，与俄罗斯交响乐团联手演出，专辑并荣获中时最佳年度专辑大奖。
1994年， 齐豫中英文自传《敢爱》、《敢梦》发行。 担任周华健「风雨无阻」演唱会特别来宾。 担任苏慧伦《就要爱了吗》专辑制作人之一。 参加香港電台大型公益活动“行动抗爱滋”。 演唱“预防街头游童”公益活动广告主题曲《让爱回来》。 演唱《最想念你》，收录在《祝你愉快-致家驹》专辑中。
1995年，于周华健《爱相随》专辑合唱《天下有情人》，该曲粤语版本《神话·情话》并获香港年度劲歌金曲对唱情歌大奖。 　　
1996年， 个人第六张英文专辑《TEARS》发行。 　　
1997年， 受邀担任“世界展望会”1997年饥饿大使，代表台湾亚洲远赴非洲探视难民。 等候九年，1997最新中文专辑《骆驼．飞鸟．鱼》12月9日全球发行。 在弟弟齊秦首張英文專輯《LONGER》跨刀合作對唱〈Windflowers〉，並拍攝音樂錄影帶。
1998年， 演唱电影《天浴》主题曲《欲水》，入围柏林影展“电影音乐”奖项。 中文专辑《骆驼．飞鸟．鱼》之歌曲《幸福》，获得中国音乐人交流协会之“年度十大最佳单曲”。中文专辑《骆驼．飞鸟．鱼》入围第九屆金曲獎“最佳專輯製作人”、“最佳作词人”（《哭泣的駱駝》許常德、《飛鳥與魚》齊豫），“最佳國語女演唱人”四項大獎。榮獲第九屆金曲獎“最佳國語女演唱人”大獎。 荣获“1998VOGUE年度时尚艺人”二项时尚大奖，欧美国际时尚大师代表“优雅”精神的时尚之王KARL LAGERFELD、创造女性魅力的“性感”大师HERV'E L'EGER同时推选肯定。 受邀参加齐秦中國西南巡回演唱会特别来宾，并同时应邀赴西藏举办演唱会。
1999年，主唱电影《天浴》主题曲《欲水》，获金马奖最佳电影主题曲。 《飞鸟与鱼》音乐录影带获得“华人卫视音乐台”年度影音大奖。 主唱电影《天浴》主题曲《欲水》，获金马奖最佳电影主题曲。 《飞鸟与鱼》音乐录影带获得「华人卫视音乐台」年度影音大奖。 参加「果陀剧场」年度歌舞剧《东方摇滚仲夏夜》演出「仙后」一角。与齐秦赴马来西亚雲顶高原举办大型演唱会。 个人第七张英文专辑《C'est La Vie》发行。 担任齐秦新加坡“齐秦世纪末摇滚情歌演唱会”特别来宾。

### 2000年代
2000年， 主持中广音乐网WaveRadio《音乐加油站》节目。任马来西亚世界展望会“爱心大使”。 专访来台进行专辑宣传的爱尔兰歌手Enya，東西两大美声天后会面，一时传为歌坛佳话。
2001年， 担任“Celtic居尔特音乐讲座”主讲人。 赴马来西亚，参加“饥饿三十”公益活动。 参加援助中國东北孤儿院的慈善系列活动演出。
2001年7月1日，担任艾斯卡尔在中國新疆乌鲁木齐举办的3000人超大歌迷会的特别来宾。
2001年8月12日、9月1日，担任罗大佑中國巡回演唱会南京、深圳场的特别来宾。
2002年，参加“校园民歌的故事”演唱会，演唱〈菊叹〉、〈你是我所有的回忆〉，并与胡德夫合唱《乡愁四韵》。 与蔡琴、官灵芝合办“一场巨汇”演唱会，巡回台北、台中、台南、高雄共7场，演唱《Somewhere》、《All I Ask Of You》等百老汇名曲。
2002年9月20、21日，在香港紅磡體育館举办出道23年来首次个人演唱会“音乐难得有奇遇”，特别来宾李宗盛、周华健。並在演唱會上演唱了《最愛》、《七點鐘》等經典歌曲。
2002年12月31日，担任罗大佑北京“围炉音乐会”岁末演唱会特别来宾。並在演唱會上與羅大佑合唱《是否》、《愛的箴言》、《野百合也有春天》等歌曲。
2003年3月21日，担任齐秦北京工人体育场“春分演唱会”的特别来宾。 发行香港演唱会Live专辑《齐豫最新录音专辑-齐豫/The Unheard Of Chyi》。 在张艺谋执导的山水实景歌剧《印象-刘三姐》中演唱《多谢了》、《藤缠树》、《蝶恋花》。 担任国际饮水资源保护组织IFPDW与中华环境保护基金会合作启动的“爱一滴水就是爱全世界”大型公益活动的形象大使
2003年12月27、28日，在台北国际会议中心举办在台湾的首次个人演唱会“回忆那段诗与歌的奇遇”，导演郭子，特别来宾张艾嘉。
2004年，发行佛歌专辑《顺心-因此更美丽》、《安心-发现了勇气》、“《快乐行-所以变快乐”。 在张艾嘉执导的电影《20，30，40》中友情客串。
2004年5月10日，參與《康熙來了》節目錄製，擔任嘉賓。
2004年5月22、29日，与潘越云共同担任罗大佑台湾巡回演唱会新竹、台中场的特别来宾。
2004年12月3日，在北京首都体育馆举办中國演唱会第一场“齐家欢”，12月10日在上海大舞台举办中國演唱会第二场“真情年轮”，导演郭子，特别来宾齐秦。
2006年3月29日，发行《佛心》佛歌专辑。
2008年與齊秦為紀念《天使與狼》二十週年，一起舉辦《2008天使與狼》演唱會，分別台北、台中、台南、高雄和北京演出。
2009年5月8、9日，在香港文化中心与香港中樂團联合举办“母亲节音乐会”。
2009年11月28、29日在北京展览馆举办“齐豫·无界”演唱会。

### 2010年代
2010年3月12日，發行英文專輯《The Voice》集合了聖誕歌曲，基督教，流行與英文老歌為主的英文專輯。
2010年3月20日，於《百萬大歌星》擔任大來賓。
2010年4月1日，參與《王牌大明星》節目錄製，現場演唱〈Amazing Grace〉、〈鄉間小路〉、〈走在雨中〉、〈Morning Has Broken〉、〈九月的高跟鞋〉以及與吳宗憲合唱〈夢田〉。
2011年9月15日，發行了第9張個人英文專輯《Over The Cloud》（雲端）此張專輯延續了The Voice大拼盤的格式，集合了圣诞歌曲，基督教會讚美詩，流行，鄉村與英文老歌的专辑，滿足各階層的聽眾。雖然編曲明顯沒有滾石時期的英文專輯來得豐富，但不能否認的是齊豫在此張專輯的演繹非常出色，高音部份顯然沒有年輕時般高亢，不過在演唱技巧上的純熟已經可以彌補聲線上的變化。
2011年11月12日，再次於《百萬大歌星》擔任大來賓。
2011年12月27日，发行了第三張佛曲專輯《佛子行三十七誦》，專輯只有兩首曲目，齊豫以全新創作搭配《佛子行三十七誦》經文，打造吉他安靜版、悠揚大氣版不同編曲。
2013年10月25日－2014年1月3日，齊豫與齊秦以搭擋的形式參加《夢想星搭檔 (第一季)》，並且最終獲得亞軍。
2013年12月31日，參加《為中國歌唱》節目錄製，演唱〈歡顏〉。
2014年4月11日，於台北國際會議中心，舉辦「橄欖樹2014台北演唱會」。
2015年6月5、6日，台北小巨蛋《民歌四十-再唱一段思想起》演唱會，齊豫在演唱會上演唱〈歡顏〉、〈你是我所有的回憶〉、〈橄欖樹〉等歌曲，並與潘越雲合唱〈夢田〉。
2016年5月1、8日，參與《誰是大歌神》節目錄製，擔任特別來賓，且分別與齊秦合唱〈橄欖與狼〉以及周華健合唱〈天下有情人〉。
2018年6月9日，回聲演唱會，齊豫與潘越雲特地錄製新歌單曲〈不曾告別〉來紀念三毛姐姐。
2018年10月，好妹妹樂隊發行新翻唱專輯《追夢人》，在專輯中與十位華語樂壇的經典女聲合唱她們的經典歌曲，好妹妹樂隊與齊豫共同合唱了〈船歌〉這首歌，好妹妹的重新編曲，為這首歌注入了新的生命力。
2018年11月24日，與吳青峰、趙詠華共同舉辦「峰華齊唱慈善演唱會」，並且將演唱收入捐贈給菩提長青村。
2019年1月參加《歌手2019》節目錄製，為本期的首發歌手陣容之一。
2019年3月8日，芒果V基金・齊豫公益金成立。
2019年3月30日－2019年9月21日，新一季《點燈》開播，由齊豫擔任主持人。
2019年7月13日，齊豫於「ICRT40周年暨青春旋律」演唱會上演唱〈Five Hundred Miles〉、〈Vincent〉、〈Rain drops keep falling on my head〉、〈Yesterday Once More〉以及〈Stories〉等曲目。
2019年10月25、26日，2019池上秋收稻穗藝術節登場，齊豫演唱〈船歌〉、〈走在雨中〉、〈橄欖樹〉、〈夢田〉、〈九月的高跟鞋〉、〈一條日光大道〉、〈歡顏〉、〈你是我所有的回憶〉、〈最愛〉、〈Amazing Grace〉以及〈民歌組曲〉等多首歌曲。
2019年11月24日，參與《蒙面唱將猜猜猜 (第四季)》錄製，代號「沒事喝杯熱水」，演唱〈卡路里〉、〈彎彎的月亮〉以及〈我願意〉。
2019年12月25日，發布單曲〈上古情歌〉，為電視劇《大明風華》插曲。
2019年12月31日，於湖南衛視跨年演唱會上演唱〈傳奇〉。

### 2020年代
2020年1月3日，於《這樣唱好美》節目上擔任嘉賓，與蘇詩丁合唱〈飛鳥與魚〉。
2025年2月14、15日，於台北小巨蛋《民歌五十》演唱會演唱〈橄欖樹〉、〈七點鐘〉、〈一條日光大道〉、〈你是我所有的回憶〉等經典作品，並與潘越雲合唱〈夢田〉。

## 專輯列表
| 發行時間       | 專輯名稱                                                 | 語言       | 廠牌       | 備註                                       |
| -------------- | -------------------------------------------------------- | ---------- | ---------- | ------------------------------------------ |
| 1979年2月      | 橄欖樹                                                   | 國語       | 新格唱片   |                                            |
| 1982年         | 祝福                                                     | 國語       | 拍譜       | 1998年由友善的狗再版發行為《天使之詩》     |
| 1983年         | 你是我所有的回憶                                         | 國語       | 金聲       |                                            |
| 1984年12月     | 有一個人                                                 | 國語       | 滾石       |                                            |
| 1985年11月19日 | 回聲 三毛作品第15號                                      | 國語       | 滾石       | 與三毛、潘越雲合作完成                     |
| 1987年12月12日 | Stories                                                  | 英語       | 滾石       |                                            |
| 1988年3月31日  | Whoever Finds This, I Love You                           | 英語       | 滾石       |                                            |
| 1988年11月     | 有沒有這種說法                                           | 國語       | 滾石       |                                            |
| 1988年12月1日  | Paradise Bird                                            | 英語       | 滾石       |                                            |
| 1989年11月     | 《衣錦還鄉 - 八兩金》電影原聲帶                          | 國語       | 滾石       | 演唱《船歌》                               |
| 1990年4月      | Where Have All the Flowers Gone                          | 英語       | 滾石       |                                            |
| 1993年10月22日 | Love of My Life                                          | 英語       | 滾石       |                                            |
| 1994年5月16日  | 英文個人聲音自傳: 敢夢/ CHYI'S Voice Biography 1978~1990 | 英語       | 滾石       |                                            |
| 1994年5月16日  | 中文個人聲音自傳: 敢愛/ CHYI'S Voice Biography 1978~1990 | 英語       | 滾石       |                                            |
| 1996年1月18日  | Tears                                                    | 英語       | 滾石       |                                            |
| 1997年12月9日  | 駱駝·飛鳥·魚                                             | 國語       | 滾石       | 榮獲第9屆金曲獎“最佳國語女演唱人獎”        |
| 1998年         | 慾水(電影《天浴》主題曲)                                 | 國語       | 滾石       | 電影《天浴》原聲音樂                       |
| 1998年         | Whispering Steppes(電影《天浴》英文版)                   | 英語       | 滾石       |                                            |
| 1999年11月     | C'est la vie                                             | 英語       | 滾石       |                                            |
| 1999年11月     | Singles 1997-1999                                        | 英語       | 滾石       |                                            |
| 2003年4月18日  | The Unheard of Chyi(演唱會精選)                          | 國語       | EMI        |                                            |
| 2003年4月18日  | Indescribable Night(英文單曲)                            | 英語       | EMI        |                                            |
| 2003年         | 印象·劉三姐                                              | 國語、英語 | 廣州音像   | 合輯                                       |
| 2004年1月      | 唱經給你聽之一·順心                                      | 國語       | EMI        | 合輯                                       |
| 2004年2月      | 唱經給你聽之二·安心                                      | 國語       | EMI        | 合輯                                       |
| 2004年3月      | 唱經給你聽之三·快樂行                                    | 國語       | EMI        | 合輯                                       |
| 2006年4月      | 唱經給你聽之四·佛心                                      | 國語、梵語 | EMI        |                                            |
| 2010年3月      | The Voice                                                | 英語、法語 | 新力音樂   |                                            |
| 2011年9月      | 雲端 Over The Cloud                                      | 英語       | 新力音樂   |                                            |
| 2011年12月     | 佛子行三十七誦                                           | 國語       | 蘇活工作室 |                                            |
| 2014年12月     | 準提神咒                                                 | 國語       | 蘇活工作室 |                                            |
| 2015年7月      | 聖吉祥祈請文 佛子行三十七誦                              | 國語       | 滾石       |                                            |
| 2017年6月      | 地藏赞                                                   | 國語       | 蘇活工作室 |                                            |
| 2020年8月      | 猿聲猿音                                                 | 國語       | 滾石       | 榮獲第三十二届傳藝金曲獎“最佳宗教音樂專輯” |

## 演唱會
| 時間               | 演唱會名稱                      | 主要歌手 | 備註                                           |
| ------------------ | ------------------------------- | --- | ---------------------------------------------- |
| 1984年             | 傳統與展望                      | 李泰祥 |                                                |
| 1985年             | 消失的1985                      | 李恕权、李寿全、李宗盛、张艾嘉、潘越雲、齊豫 |                                                |
| 1987年             | 第一種聲音                      | 蘇芮、楊林、林淑容、張學友、蔡琴、王芷蕾、齊豫、潘越雲、李壽全、齊秦、羅時豐、金瑞瑤、陳桂茱、林慧萍、徐仲薇、藍心湄、林瓊龍、城市少女、羅吉鎮、徐乃麟、殷正洋、黃仲崑、吳大衛、紀宏仁、庾澄慶、裘海正、伊能靜、方文琳、姚黛瑋、藍門少女、林宛臻、黃乙玲、楊璿、黃丹萍、黃韻玲 | 呼籲購買正版音像製品                           |
| 1987年             | 親熱關係                        | | 滾石年終演唱會                                 |
| 1988年             | 天使與狼                        | 齊豫、齊秦 | 原场馆着火，後改室外場地                       |
| 1995年             | 天下有情人世界巡迴演唱會        | 周華健 | 合唱嘉賓                                       |
| 1996年             | 齊手相蓮演唱會                  | 齊豫、林憶蓮 |                                                |
| 1999年             | 美麗人生演唱會                  | 齊豫 | 小型演唱會                                     |
| 2002年             | 一場巨匯演唱會                  | 蔡琴、關靈芝 |                                                |
| 2002年             | 音樂難得有奇遇                  | 齊豫 | 首次個人大型演唱會                             |
| 2009年11月28、29日 | the Voice 無界 北京展覽館演唱會 | 齊豫 | 告別商業個唱演唱會                             |
| 2014年4月11日      | 橄欖樹 2014台北演唱會           | 齊豫 | 為感念恩師李泰祥舉辦，收入盈餘全數捐贈慈善團體 |
| 2015年6月5、6日    | 民歌四十-再唱一段思想起演唱會   | 齊豫、潘越雲、李建復、李宗盛、王夢麟、王海玲、金智娟等多位歌手 |                                                |
| 2015年11月14日     | 懷念~因為有愛慈善演唱會         | 齊豫 | 助唱嘉賓齊秦、李宗盛以及孫燕姿                 |
| 2016年3月6日       | 點燈・迎光－看見生命勇士演唱會  | 齊豫、李建復、林宥嘉、家家等多位歌手 | 公益演唱會                                     |
| 2017年5月6日       | 感恩~因為有愛慈善演唱會         | 齊豫、周華健 |                                                |
| 2018年6月9日       | Echo 回聲演唱會                 | 齊豫、潘越雲、三毛 | 回聲專輯紀念演唱會                             |
| 2018年11月24日     | 峰華齊唱慈善演唱會              | 齊豫、吳青峰、趙詠華 | 公益慈善演唱會，演唱收入捐助給菩提長青村       |
| 2019年7月13日      | ICRT40周年暨青春旋律演唱會      | 齊豫、袁詠琳等多位歌手 |                                                |
| 2019年10月25、26日 | 2019池上秋收稻穗藝術節          | 齊豫、陳建年 |                                                |

## 主持
| 時間                                                                                   | 播出頻道 | 節目名稱 | 備註               |
| -------------------------------------------------------------------------------------- | -------- | -------- | ------------------ |
| 1986年1月19日至1986年3月23日每週日23:10～23:40 1986年4月6日至5月25日每週日23:40～24:10 | 台視     | 《大場面》 | 李淳蓉製作，共18集 |
| 2019年3月30日至2019年9月21日每週六20:00～21:00                                         | 大愛二台 | 《點燈》 | 張光製作，共26集   |

## 廣告代言

齊豫擔任臺北市立聯合醫院和平婦幼院區婦女健康大使

- 柯達軟片 (讓孩子遠離出走篇)
- 統一超商 (演唱)
- 金蘭醬油 (演唱)
- 豐年果糖 (演唱)
- 華歌爾內衣 (演唱)
- 圓滿意衛生棉 (演唱)
- 臺北市立聯合醫院和平婦幼院區婦女健康大使

## 外部連結
- 齊豫在香港影庫上的簡介
- 齊豫在豆瓣上的资料（简体中文）
- 齊豫在时光网上的簡介（简体中文）